# Pentathlon moderne aux Jeux olympiques d'été de 2000
Navigation
Atlanta 1996 Athènes 2004
Les épreuves de pentathlon moderne lors des Jeux olympiques d'été de 2000 ont eu lieu du 30 septembre au 1er octobre 2000 à Sydney, en Australie. Les compétitions rassemblent 48 athlètes issus de 24 fédérations affiliées au Comité international olympique. Les épreuves de natation se déroulent au Sydney International Aquatic Centre alors que les épreuves d'escrime, d'équitation, de course et de tir ont lieu au Dome. C'est la première fois depuis l'instauration du pentathlon au programme olympique en 1912 qu'une épreuve féminine est disputée.

## Épreuves
Il y a deux épreuves au programme :
- individuel hommes (24 athlètes),
- individuel femmes (24 athlètes).

Les concurrents doivent disputer dans la même journée cinq épreuves consécutives : le tir, l'escrime, la natation, l'équitation et enfin la course à pied.

## Résultats

### Podiums
| Épreuves                                  | Or                             | Argent                  | Bronze                       |
| ----------------------------------------- | ------------------------------ | ----------------------- | ---------------------------- |
| Compétition masculine résultats détaillés | Dmitri Svatkovskiy Russie      | Gabor Balogh Hongrie    | Pavel Dovgal Biélorussie     |
| Compétition féminine résultats détaillés  | Stephanie Cook Grande-Bretagne | Emily deRiel États-Unis | Kate Allenby Grande-Bretagne |

### Tableau des médailles
| Rang  | Nation          | Or | Argent | Bronze | Total |
| ----- | --------------- | -- | ------ | ------ | ----- |
| 1     | Grande-Bretagne | 1  | 0      | 1      | 2     |
| 2     | Russie          | 1  | 0      | 0      | 1     |
| 3     | Hongrie         | 0  | 1      | 0      | 1     |
| 3     | États-Unis      | 0  | 1      | 0      | 1     |
| 4     | Biélorussie     | 0  | 0      | 1      | 1     |
| Total | Total           | 2  | 2      | 2      | 6     |